# Същински лъчеперки
Същинските лъчеперки (Neopterygii) са подклас животни от клас Актиноптери (Actinopteri).
Таксонът е описан за пръв път от Чарлз Тейт Риган през 1923 година.

## Инфракласове
- Holostei – Костни ганоиди
- Teleostei – Висши костни риби